# Epirrhoe psyroides
Epirrhoe psyroides là một loài bướm đêm trong họ Geometridae.